# Liste des monuments historiques de Montreuil-sur-Mer
Cet article présente la liste des seize monuments historiques classés ou inscrits de la commune de Montreuil-sur-Mer dans le département du Pas-de-Calais, en France.

## Liste des monuments historiques
| Monument                                          | Adresse                    | Coordonnées                      | Notice         | Protection     | Date           | Illustration                                      |
| ------------------------------------------------- | -------------------------- | -------------------------------- | -------------- | -------------- | -------------- | ------------------------------------------------- |
| Ancien hôtel de Longvilliers                      | 6 rue de la Chaîne         | 50° 27′ 48″ nord, 1° 45′ 44″ est | « PA62000141 » | Inscrit        | 2012           | Ancien hôtel de Longvilliers                      |
| Ancien hôtel du Maréchal d'Acary-de-la-Rivière    | parvis Saint-Firmin        | 50° 27′ 57″ nord, 1° 45′ 47″ est | « PA00108359 » | Inscrit        | 1947           | Ancien hôtel du Maréchal d'Acary-de-la-Rivière    |
| Hôtel Loysel Le Gaucher                           | 15 rue Victor-Dubourg      | 50° 27′ 55″ nord, 1° 45′ 40″ est | « PA62000142 » | Inscrit        | 2012           | Hôtel Loysel Le Gaucher                           |
| Caves médiévales                                  | 88-90 rue Pierre-Ledent    | 50° 27′ 54″ nord, 1° 45′ 45″ est | « PA62000140 » | Inscrit        | 2012           | Caves médiévales                                  |
| Citadelle                                         |                            | 50° 28′ 01″ nord, 1° 45′ 36″ est | « PA00108354 » | Classé Inscrit | 1913 1926 2012 | Citadelle                                         |
| Église Sainte-Austreberte                         | 3 rue Sainte-Austreberthe  | 50° 27′ 55″ nord, 1° 45′ 54″ est | « PA00108355 » | Inscrit        | 1942           | Église Sainte-Austreberte                         |
| Église Saint-Saulve                               | 16 place Gambetta          | 50° 27′ 50″ nord, 1° 45′ 48″ est | « PA00108356 » | Classé         | 1910           | Église Saint-Saulve                               |
| Église Saint-Wulphy                               | Place des Carmes           | 50° 27′ 52″ nord, 1° 45′ 59″ est | « PA00108357 » | Inscrit        | 1974           | Église Saint-Wulphy                               |
| Hôtel de France                                   | 58 rue Pierre-Ledent       | 50° 27′ 50″ nord, 1° 45′ 36″ est | « PA00108358 » | Inscrit        | 1974           | Hôtel de France                                   |
| Hôtel-Dieu                                        | Place Gambetta             | 50° 27′ 51″ nord, 1° 45′ 48″ est | « PA62000037 » | Inscrit        | 2000           | Hôtel-Dieu                                        |
| Maison à pans de bois                             | 21, 23 rue Pierre-Ledent   | 50° 27′ 47″ nord, 1° 45′ 36″ est | « PA00108363 » | Inscrit        | 1926           | Maison à pans de bois                             |
| Maisons adossées aux anciens remparts             | rue du Clape-en-Bas        | 50° 27′ 44″ nord, 1° 45′ 50″ est | « PA00108362 » | Inscrit        | 1966           | Maisons adossées aux anciens remparts             |
| Monument au maréchal Douglas Haig                 | place du Général-de-Gaulle | 50° 27′ 40″ nord, 1° 45′ 38″ est | « PA62000138 » | Inscrit        | 2012           | Monument au maréchal Douglas Haig                 |
| Monument aux morts de la guerre de 1870-1871      | Place Gambetta             | 50° 27′ 52″ nord, 1° 45′ 49″ est | « PA62000139 » | Inscrit        | 2012           | Monument aux morts de la guerre de 1870-1871      |
| Monument aux morts de la Première Guerre Mondiale | place de Darnetal          | 50° 27′ 51″ nord, 1° 45′ 41″ est | « PA62000137 » | Inscrit        | 2012           | Monument aux morts de la Première Guerre Mondiale |
| Orphelinat                                        | 1 bis rue du Clape-en-Bas  | 50° 27′ 45″ nord, 1° 45′ 51″ est | « PA00108360 » | Inscrit        | 1969           | Orphelinat                                        |

## Pour approfondir